# Анжерская (станция)
Анжерская — железнодорожная станция Кузбасского региона Западно-Сибирской железной дороги, расположенная на 3596 км главного хода Транссиба, в городе Анжеро-Судженске Кемеровской области.

## История
Железная дорога сюда пришла в 1898 году. В 1913 году отправлено 18 396 тонн грузов, принято 2928 тонн грузов, продано 33 412 пассажирских билетов.
Современный вокзал был построен в 1934 году.
28 сентября 1959 года на станцию Анжерская прибыл первый электровоз.
В 1986 году Анжеро-Судженск соединился веткой c Кемерово.
В 1992 году была открыта станция Анжерская-Западная в черте города на ветке Анжерская — Кемерово. На Транссибе тут же находится остановочный пункт 3594 км..

## Дальнее следование
По графику 2020 года через станцию курсируют следующие поезда дальнего следования:

### Круглогодичное движение поездов
| № поезда    | Маршрут движения          | № поезда    | Маршрут движения          |
| ----------- | ------------------------- | ----------- | ------------------------- |
| 7           | Владивосток — Новосибирск | 8           | Новосибирск — Владивосток |
| 11          | Владивосток — Самара      | 12          | Самара — Владивосток      |
| 55 "Енисей" | Красноярск — Москва       | 56 "Енисей" | Москва — Красноярск       |
| 67          | Абакан — Москва           | 68          | Москва — Абакан           |
| 69          | Чита — Москва             | 70          | Москва — Чита             |
| 91          | Северобайкальск — Москва  | 92          | Москва — Северобайкальск  |
| 97          | Тында — Кисловодск        | 98          | Кисловодск — Тында        |
| 99          | Владивосток — Москва      | 100         | Москва — Владивосток      |
| 105         | Красноярск — Новосибирск  | 106         | Новосибирск — Красноярск  |
| 113         | Абакан — Новосибирск      | 114         | Новосибирск — Абакан      |
| 127         | Красноярск — Адлер        | 128         | Адлер — Красноярск        |
| 129         | Красноярск — Анапа        | 130         | Анапа — Красноярск        |

### Сезонное движение поездов
| № поезда | Маршрут движения        | № поезда | Маршрут движения        |
| -------- | ----------------------- | -------- | ----------------------- |
| 205      | Иркутск — Анапа         | 206      | Анапа — Иркутск         |
| 229      | Северобайкальск — Анапа | 230      | Анапа — Северобайкальск |
| 235      | Тында — Анапа           | 236      | Анапа — Тында           |
| 241      | Иркутск — Адлер         | 242      | Адлер — Иркутск         |
| 269      | Чита — Адлер            | 270      | Адлер — Чита            |
| 273      | Северобайкальск — Адлер | 274      | Адлер — Северобайкальск |

## Назначение
На станции производится:
- Продажа пасс. билетов
- Прием, выдача багажа[4].